# Miraitowa e Someity
Miraitowa (japonês: ミライトワ) é a mascote oficial dos Jogos Olímpicos de Verão de 2020 e Someity (japonês: ソメイティ) é a mascote oficial dos Jogos Paralímpicos de Verão de 2020. Ambos os eventos estão programados para serem realizados em Tóquio, no Japão.

Miraitowa (à esquerda), o mascote oficial dos Jogos Olímpicos de Verão de 2020, e Someity (à direita), o mascote oficial dos Jogos Paraolímpicos de Verão de 2020.

Criados pelo artista Ryo Taniguchi, os mascotes foram selecionados em uma competição que ocorreu no final de 2017 e início de 2018. Foram submetidos um total de 2042 candidatos, mas só foram selecionados três pares de mascotes sem nome para estudantes japoneses do ensino fundamental decidirem. O resultado da seleção saiu em 28 de fevereiro de 2018 e os mascotes foram nomeados em 22 de julho de 2018.
Miraitowa é nomeado das palavras japonesas "futuro" (japonês: 未来, Hepburn: mirai) e "eternidade" (japonês: 永久, Hepburn: towa) e Someity é nomeado de Someyoshino, um tipo de flor. O nome de Someity também faz referência à frase em inglês "tão poderoso". Espera-se que os mascotes ajudem a financiar os Jogos de Tóquio por meio de merchandising e acordos de licenciamento.

## História

### Processo de seleção e nomeação
No final de 2017 e início de 2018, o Comitê Organizador de Tóquio realizou uma competição para determinar o desenho dos mascotes de 2020. Um total de 2.042 projetos inscritos foram aceitos entre 1º de agosto e 14 de agosto de 2017. As inscrições foram então submetidas a uma série de exames de formato e projeto conduzidos por especialistas em mídia e pelo Painel de Seleção de Mascotes do Comitê Organizador para determinar se eles "atrairia crianças em idade escolar "e se" refletiriam amplamente o espírito da Visão dos Jogos de Tóquio 2020 ".
Em meados de outubro de 2017, esse processo reduziu a uma lista restrita de três conjuntos de candidatos à mascote, que foram revelados em 7 de dezembro de 2017. Cada conjunto incluía dois mascotes: um para os Jogos Olímpicos e outro para os Jogos Paraolímpicos.  Entre 11 de dezembro de 2017 e 22 de fevereiro de 2018, uma eleição foi realizada em 16.769 escolas primárias japonesas para escolher a proposta vencedora, com cada classe participante da escola primária com direito a um voto. No total, 205.755 turmas do ensino fundamental participaram da eleição, o que representou cerca de 75% das escolas primárias do Japão. 
| Par | Designer                          | Votos recebidos | Perfil |
| --- | --------------------------------- | --------------- | ------ |
| A   | Ryo Taniguchi (japonês: 谷口亮)   | 109,041         | [ 8 ]  |
| B   | Kana Yano (japonês: 矢野花奈)     | 61,423          | [ 9 ]  |
| C   | Sanae Akimoto (japonês: 秋本早苗) | 35,291          | [ 10 ] |

Os mascotes escolhidos foram anunciados sem nomes em 28 de fevereiro de 2018. A inscrição vencedora foi o par de candidatos A, criado por Ryo Taniguchi.  O Painel de Seleção do Mascote votou em uma lista de nomes propostos em 28 de maio de 2018, e os nomes com mais votos foram submetidos a um processo de verificação de marca antes de se tornarem oficiais. Os nomes dos mascotes, Miraitowa e Someity, foram anunciados quando os mascotes fizeram sua estreia formal em um evento para a imprensa em 22 de julho de 2018.

## Características
Miraitowa, o mascote olímpico, é uma figura com padrões xadrez azul inspirados no logotipo oficial dos Jogos, que usa um padrão xadrez semelhante chamado ichimatsu moyo que foi popular durante o período Edo no Japão de 1603 a 1867. Pretende-se incorporar "tanto a velha tradição como a nova inovação". O personagem tem um "forte senso de justiça" e é descrito como "muito atlético". Ele tem a capacidade de se teletransportar para qualquer lugar instantaneamente. O nome de Miraitowa é uma combinação das palavras japonesas "futuro" (未来, mirai) e "eternidade" (永久, towa). De acordo com os organizadores de Tokyo 2020, o nome "foi escolhido para promover um futuro cheio de esperança eterna nos corações das pessoas em todo o mundo".

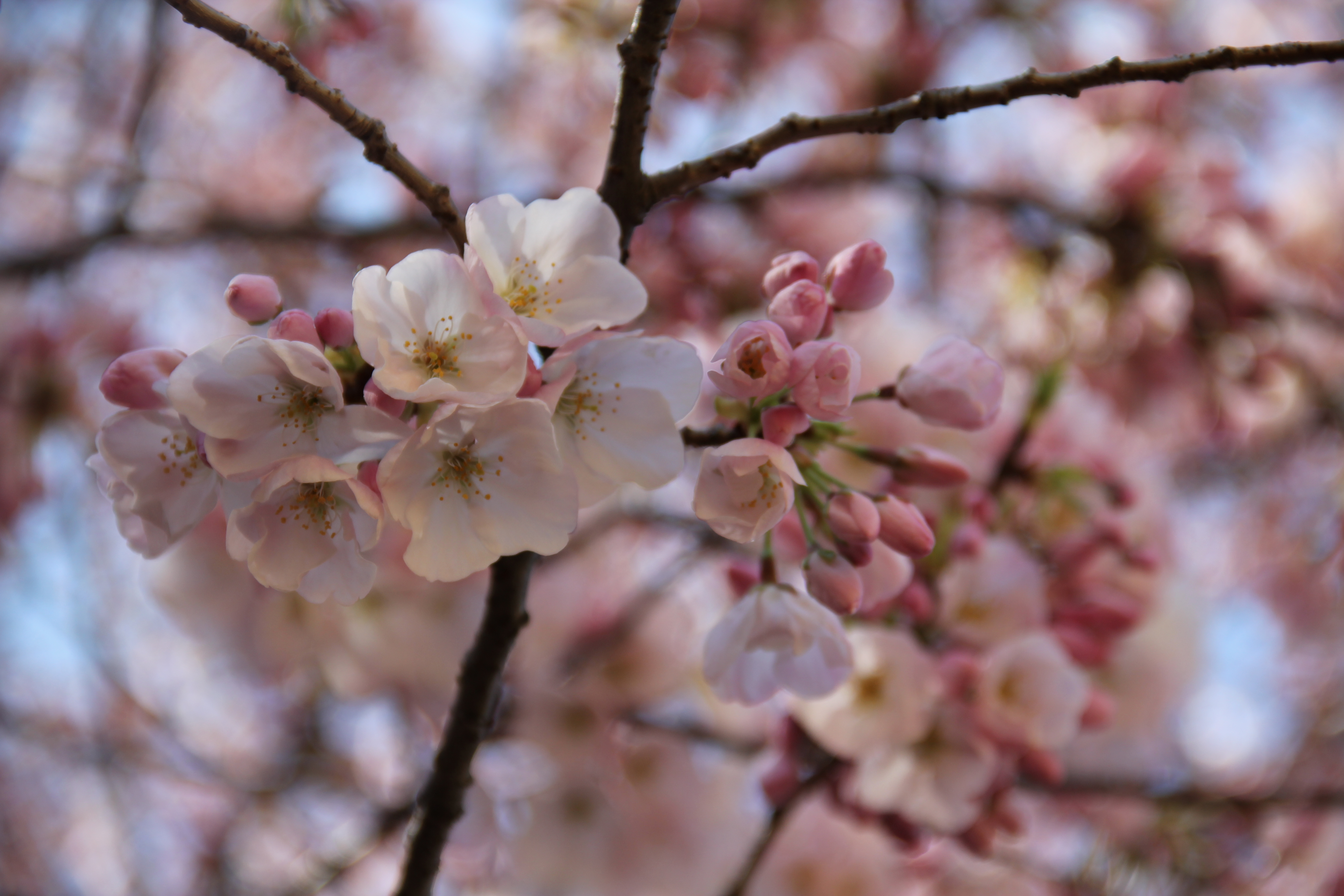
Flores de cerejeira, o homônimo do mascote paralímpico.

Someity, o mascote paralímpico, é uma figura com estampas xadrez rosa inspiradas nas flores de cerejeira e também no logotipo oficial dos Jogos. O personagem é descrito como "geralmente calmo", mas pode se tornar "muito poderoso quando necessário". O personagem tem a habilidade de voar usando sua capa quadriculada e de enviar mensagens telepáticas usando suas antenas em forma de flor de cerejeira. Ele também pode "falar com as pedras e o vento" e mover objetos olhando para eles. Someity tem o nome de someiyoshino, um tipo de flor de cerejeira, e também se destina a se referir à frase em inglês "tão poderoso".
Embora os dois mascotes tenham personalidades conflitantes, eles têm uma forte amizade e respeito um pelo outro. De acordo com seus antecedentes fictícios, Miraitowa e Someity "vivem no mundo digital" e, por meio da Internet, podem se transportar entre o mundo digital e o mundo real. De acordo com Sadashige Aoki, professor de teoria da publicidade na Universidade Hosei, os mascotes seguem uma tradição japonesa de "criar personagens personalizados da natureza - montanhas, rios, animais e plantas", bem como uma "tradição de animismo, uma crença de que toda coisa natural tem alma ".

## Mídia

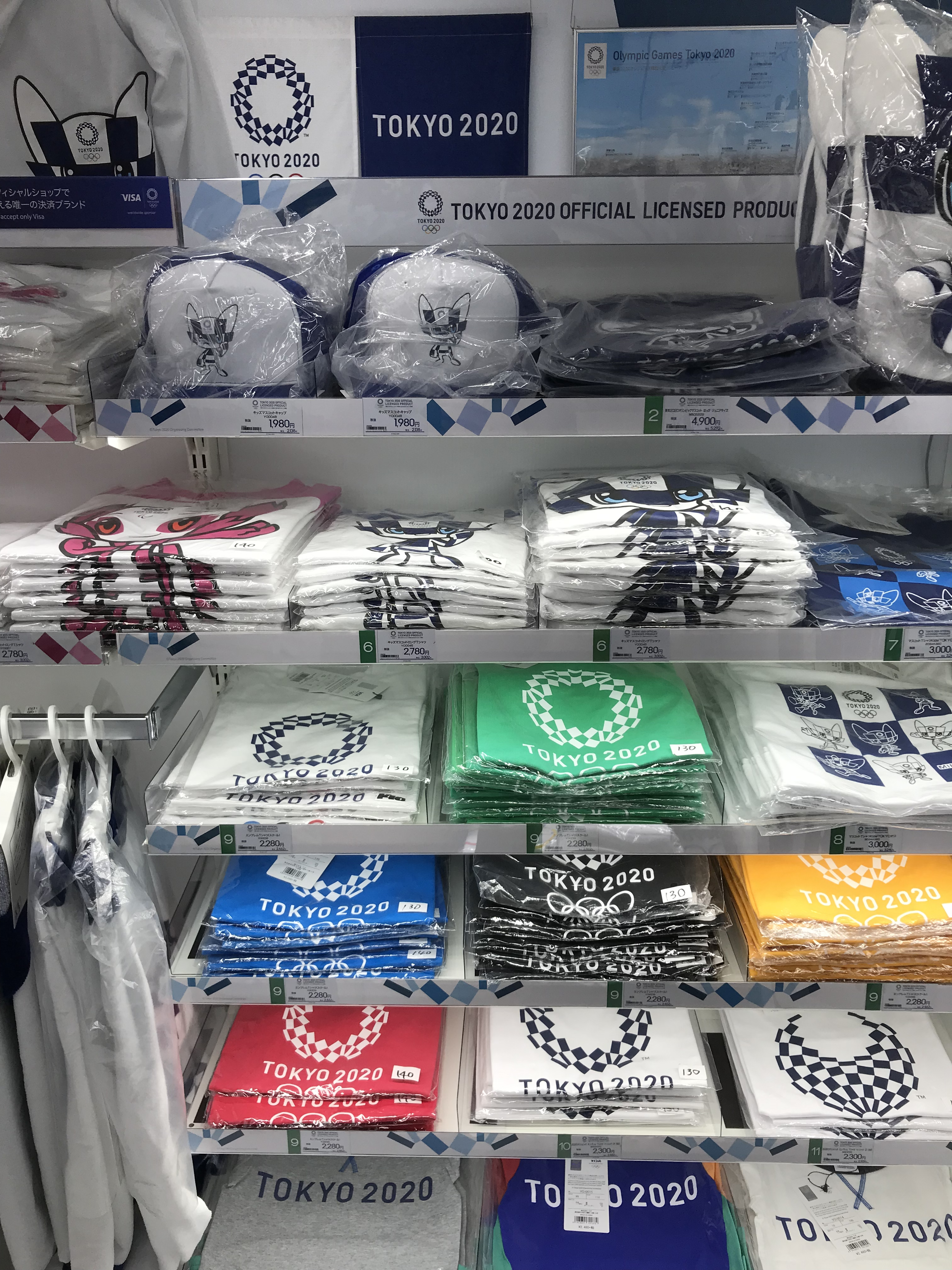
Produtos oficiais para Tóquio 2020, alguns dos quais incluem Miraitowa e Someity.

### Robótica
Em 22 de julho de 2019, os organizadores dos Jogos Olímpicos de 2020 anunciaram que os autômatos robóticos de Miraitowa e Someity, entre outros robôs, seriam incluídos durante os Jogos. De acordo com o Los Angeles Times, os robôs são "programados para mostrar expressões faciais enquanto acenam e apertam as mãos de atletas e fãs". O comitê organizador de Tóquio 2020 planeja usar os mascotes principalmente para promover os Jogos e saudar visitantes e atletas, tentando aumentar o envolvimento com as crianças. Os robôs também foram apresentados como parte de um evento para a imprensa "1 Year to Go" em 22 de julho de 2019 em um local olímpico em Tóquio Os robôs foram incluídos como parte de outro evento para a imprensa em 18 de novembro de 2019 em uma escola primária japonesa. Os olhos dos robôs podem mudar para exibir corações, junto com outras emoções, e suas múltiplas articulações e braços podem ser controlados remotamente. As câmeras permitem que os robôs reconheçam e respondam às expressões faciais. Os robôs foram desenvolvidos em colaboração com a Toyota.

### Animação
Em 22 de julho de 2019, a conta japonesa oficial do Twitter de Tóquio 2020 postou um curta animado retratando Miraitowa participando de todos os esportes a serem disputados nos Jogos. Em 25 de agosto de 2019, a mesma conta do Twitter postou um vídeo animado semelhante com Someity participando dos Jogos Paraolímpicos.